# Вальтер, Фердинанд
Фердинанд Вальтер (нем. Ferdinand Walter; 30 ноября 1794, Вецлар — 13 декабря 1879, Бонн) — немецкий юрист, общественный деятель, член Прусского национального собрания, педагог, доктор права (1818), профессор, ректор Боннского университета.

## Биография
Окончил в 1809 году латинскую школу в Мюльха́йме-на-Ре́йне, в 1809—1813 годах обучался в университете Кёльна.
Участник войны с Наполеоном. В 1813 году был добровольцем в войне с французами, сражаясь в одном из донских казачьих полков. Награждён Орденом Святого Георгия 4-й степени.
Затем до 1817 года изучал право в университете Гейдельберга. Был оставлен приват-доцентом.
В 1818 г. получил кафедру в Боннском университете. Преподавал там право до 1875 года, когда вышел в отставку из-за слепоты. Был ректором университета в 1832/1833 годах.
В общественной жизни был энергичным защитником прав католической церкви против гражданских посягательств. Избранный членом прусского национального собрания 1848 года и затем первой прусской палаты 1849—1850 гг., Ф. Вальтер держался умеренно-консервативного направления.
В одной из своих брошюр (1848) выступал против включения в уголовный кодекс статьи, позволяющей государству лишать духовенство церковных прав; 4 октября 1849 года выступил с инициативой в защиту духовной независимости в управлении церковными делами.
В 1869 году выступил против непогрешимости Папы Римского.
Из сочинений Ф. Вальтер особенной известностью пользуется курс церковного права — «Lehrbuch des Kirchenrechtes» (Бонн, 1822; 14 изд., Герлаха, 1871; переведен на многие иностранные языки). Ему же принадлежат:
- «Corpus juris germanici antiqui» (Берлин, 1824, 3 т.);
- «Geschichte des römischen Rechts bis auf Justinian» (Бонн, 1834—40; 3 изд., 1860, 2 ч.);
- «Deutsche Rechtsgeschichte» (там же, 1852; 2 изд., 1857, 2 т.);
- «System des gemeinen deutschen Privatrechts» (там же, 1855);
- «Juristische Encyklopädie» (там же, 1856);
- «Das alte Wales» (там же, 1859);
- «Fontes juris ecclesiastici» (там же, 1862);
- «Naturrecht und Politik im Lichte der Gegenwart» (там же, 1863; 2 изд., 1871) и другие.

## Награды
- Орден Святого Георгия 4-й степени (1814)
- Орден Святого Григория Великого (1836)
- Орден Красного орла 3-й и 4-й степени (1832, 1850)
- Рыцарский крест Ордена Дома Гогенцоллернов (1851)
- Орден Почётного легиона (1854)
- Рыцарский крест с дубовыми листьями Ордена Церингенского льва (1859 )
- Орден Альбрехта 2 класса (1861)
- Член Французской академии наук
- Тайный советник (1852)
- Член-корреспондент Академии Тулузы